# János Gyáni
János Gyáni (ur. 25 lutego 1959 w Gyula) – węgierski judoka. Dwukrotny olimpijczyk. Zajął siedemnaste miejsce w Moskwie 1980 i jedenaste w Seulu 1988. Walczył w wadze półśredniej i średniej.
Piąty na mistrzostwach świata w 1985; uczestnik zawodów w 1981 i 1987. Startował w Pucharze Świata w 1992. Brązowy medalista mistrzostw Europy w 1981 i 1986; piąty w 1982 roku.

## Letnie Igrzyska Olimpijskie 1980
| Konkurencja | Eliminacje             | Klas. końcowa |
| Konkurencja | Przeciwnik I           | Miejsce       |
| ----------- | ---------------------- | ------------- |
| 78 kg       | Mircea Frățică (ROU) P | 17.           |

## Letnie Igrzyska Olimpijskie 1988
| Konkurencja | Eliminacje             | Eliminacje            | Eliminacje           | Klas. końcowa |
| Konkurencja | Przeciwnik I           | Przeciwnik II         | 1/4                  | Miejsce       |
| ----------- | ---------------------- | --------------------- | -------------------- | ------------- |
| 86 kg       | Franch Casadei (SMR) Z | Georgi Petrow (BGR) Z | Ben Spijkers (NED) P | 11.           |